# Socc'mel
Sócc'mel è un tipico intercalare del dialetto bolognese diffuso nella Città metropolitana di Bologna e alcune zone limitrofe. Secondo Alberto Menarini si tratta di «una popolarissima interiezione che promette di sopravvivere all'intero dialetto e che per ricchezza di varianti fonetiche, di mascherature eufemistiche, di fraseologia idiomatica e di utilizzazioni episodiche, si presterebbe a una lunga trattazione».
La pronuncia corretta è con la c dolce, come in cielo.

## Utilizzo
Questa espressione, popolare e antica, è spesso usata sia dai giovani che dagli anziani. Trattasi di un triviale invito alla fellatio: succhiamelo (dal verbo sucèr) così come la variante sóccia (italianizzazione della forma verbale che significa "succhia"), parimenti usata. In taluni contesti sociali questa esclamazione è ritenuta aver perso nel corso del tempo la sua originale accezione esplicita e triviale per significare varianti di esclamazioni come accidenti, poffarbacco, acciderboli, càspita, caspiterina, o la meno volgare espressione tipicamente bolognese sòrbole, anche se Menarini suppone che quest'ultima non sia altro che «un vero e proprio sostituto parafonico di sócc'mel».
È probabilmente l'interiezione o esclamazione più usata nel dialetto locale, ed è nota anche all'estero. Rimangono comunque in uso alcune varianti ancora più triviali ed esplicite, ad esempio sócc'mel bän (succhiamelo bene), sócc'mel bän in pónta (succhiamelo bene in punta). Il termine è così definito da Alfredo Panzini nel suo Dizionario moderno delle parole che non si trovano nei dizionari comuni:
È a volte usata anche come espressione di noia o di disappunto, come in Socc’mel, che due maroni.

## Citazioni
- Il termine ricorre in molte canzoni dialettali bolognesi [12], e ad esso è dedicato il brano Sócc'mel Bulaggna del cantante Dino Sarti contenuto nell'album del 1994 Sentimental Bertoldo (pubblicato da Mercury).
- Il movimento goliardico della Dotta lo adotta in molte canzoni, tanto che uno dei più antichi Ordini Goliardici Sovrani di Bologna (chiamati anche Balle, con riferimento a gruppi criminali attivi nella città di Bologna durante il XIX secolo) lo ha assunto come nome.[13]
- Nel 2000 Andrea Mingardi ha dedicato - nell'album Ciao Ràgaz - una canzone a questa parola, il cui utilizzo viene spiegato a ritmo di musica e confrontato con gli altri tipici modi di dire dialettali della penisola italica.

Quand l é fradd... sócc'mel! Quand l é chèld... sócc'mel!
Et vésst che gnòca... sócc'mel! I t an guzè la mâchina... sócc'mel!»
(Andrea Mingardi)
- Nel novembre 2007 lo storico dell'arte professor Eugenio Riccomini in un'intervista a la Repubblica ha lanciato una scherzosa provocazione, proponendo la messa al bando di questo intercalare. Riccomini descrive in maniera chiara come sia possibile che un termine così volgare possa essere entrato nel linguaggio comune:

(la Repubblica, 18 novembre 2007)
- Nel 2009 Enrico Deaglio scrive:

- Nel 2010 è stato pubblicato un gioco di carte intitolato Sócc'mel, cui ha fatto seguito, nel 2012, un'espansione denominata Sócc'mel va in vacanza!. Il gioco, ideato e prodotto da Alessandro Dolcetta, è stato presentato a Lucca Comics & Games.[16]